# Riera de la Castanya
La riera de la Catsanya és un curs d'aigua afluent per la dreta de la Tordera, de les comarques d'Osona i del Vallès Oriental originat per la unió de diversos torrents provinents del Pla de la Calma dins del terme del Brull. Desemboca a la Tordera després de rebre les aigües de la riera del Molí per l'esquerra, al terme del Montseny. Altres afluents de la riera de Castanya són el torrent de la Mina i el torrent del sot de la Creu.